# Джон Таоло Гатсеве (окръг)
Джон Таоло Гатсеве (на английски: John Taolo Gaetsewe) е окръг в Република Южна Африка. Намира в провинция Северен Кейп. Административен център на окръга е град Куруман.

## Население
176 899 (2001)

## Расов състав
(2001)
- 157 091 (88,80%)- черни
- 10 358 (5,86%)- цветнокожи
- 9352 (5,29%)- бели
- 98 (0,06%)- азиатци